# حكاية أمريكية: فايفل يذهب إلى الغرب
حكاية أمريكية: فايفل يذهب إلى الغرب (بالإنجليزية: An American Tail: Fievel Goes West)‏ هو فيلم كوميدي كوميدي أمريكي بريطاني عام 1991 من إنتاج استوديو Amblimation للرسوم المتحركة لستيفن سبيلبرغ وتم إصداره بواسطة يونيفرسال بيكشرز. تكملة لفيلم حكاية أمريكية (1986) ، يتبع الفيلم قصة Mousekewitzes ، وهي عائلة من الفئران اليهودية الأوكرانية التي هاجرت إلى الغرب المتوحش. في ذلك ، يتم فصل Fievel عن عائلته مع اقتراب القطار من الغرب الأمريكي القديم ؛ يروي الفيلم تاريخه ويعلمه الشريف ويلي بيرب تايغر كيف يتصرف مثل الكلب. كان Fievel Goes West أول إنتاج لفيلم Amblimation قصير العمر ، وهو استوديو Spielberg تم إنشاؤه للحفاظ على عمل رسامي الرسوم المتحركة من ورط الأرنب روجر (1988).

## وصلات خارجية
- حكاية أمريكية: فايفل يذهب إلى الغرب على موقع IMDb (الإنجليزية)
- حكاية أمريكية: فايفل يذهب إلى الغرب على موقع روتن توميتوز (الإنجليزية)
- حكاية أمريكية: فايفل يذهب إلى الغرب على موقع نتفليكس (الإنجليزية)
- حكاية أمريكية: فايفل يذهب إلى الغرب على موقع قاعدة بيانات الأفلام العربية
- حكاية أمريكية: فايفل يذهب إلى الغرب على موقع ألو سيني (الفرنسية)
- حكاية أمريكية: فايفل يذهب إلى الغرب على موقع Turner Classic Movies (الإنجليزية)
- حكاية أمريكية: فايفل يذهب إلى الغرب على موقع أول موفي (الإنجليزية)
- حكاية أمريكية: فايفل يذهب إلى الغرب على موقع بوكس أوفيس موجو (الإنجليزية)
- حكاية أمريكية: فايفل يذهب إلى الغرب على موقع فيلمافينيتي (الإسبانية)
- حكاية أمريكية: فايفل يذهب إلى الغرب على موقع قاعدة بيانات الأفلام السويدية (السويدية)